# في-رالي 2
في-رالي 2 (بالإنجليزية: V-Rally 2)‏ ، هي لعبة إلكترونية من نوع سباق الرالي للسيارات، أنتجت من قبل شركة إلكترونيك آرتس سنة 1999 ، وهي تعد الجزء الثاني والأخير للسلسلة نيد فور سبيد الخاص للسيارات الرالي .

## أماكن
تتوفر الأماكن للعبة في أوروبا وأمريكا الجنوبية وأستراليا وجنوب شرق آسيا وهي كالتالي :
- الأرجنتين - اسم المكان : Gravel Terrain
- أستراليا - اسم المكان : Soil Terrain
- فرنسا - اسم المكان : Tarmac Terrain
- انجلترا - اسم المكان : Gravel Terrain
- فنلندا - اسم المكان : Gravel Terrain
- اندونيسيا - اسم المكان : Soil Terrain
- إيطاليا - اسم المكان : Tarmac Terrain
- مونت كارلو - اسم المكان : Tarmac Terrain
- نيوزيلند - اسم المكان : Soil Terrain
- البرتغال - اسم المكان : Soil Terrain
- غسبانيا - اسم المكان : Tarmac Terrain
- السويد - اسم المكان : Tarmac Terrain

## سيارات الرالي
باختيار اللاعب لأنواع السيارات، يختار على حسب نوع السيارة الذي يرغب باللعب على الشاشة :
- سيات كوردوبا (SEAT Córdoba).
- بيجو 206 (Peugeot 206).
- هيونداي كوبيه (Hyundai Coupe).
- ميتسوبيشي لانسر (Mitsubishi Lancer).
- تويوتا كورولا (Toyota Corolla).
- سوبارو إمبريزا (Subaru Impreza).
- فورد فوكاس (Ford Focus).
- شكودا أوكتافيا (Skoda Octavia).[1]

## 2.0ل سيارات إضافية
- بيجو 306 (Peugeot 306).
- ستروين اكسارا (Citroen Xsara).
- سيات إيبيزا (SEAT Ibiza).
- رينو ميجان (Renault Megane).
- فاوكس هال استرا (Vauxhall Astra).[1]

## 1.6ل سيارات إضافية
- سيتروين ساكسو (Citroen Saxo).
- بيجو 106 (Peugeot 106).
- نيسان ميكرا (Nissan Micra) [1]

## مكافأت
- فورد ايسكورت (Ford Escort).
- لانشيا ستراتوس (Lancia Stratos HF).
- رينو دوفين (Renault Gordini).
- أودي كواترو (Audi Quattro).
- بيجو 205 (Peugeot 205).
- رينو 5 توربو 2 (Renault 5 Turbo 2).
- فيات 131 (Fiat 131 Abarth).
- تويوتا سيلكا جي تي-4 (Toyota Celica GT-Four).
- رينو آلبين (Renault Alpine).
- بيجو 405 (Peugeot 405) [1]

## وصلات خارجية
- في-رالي 2 على موقع IMDb (الإنجليزية)

- Infogrames page
- Need for Speed: V-Rally 2 على موبي غيمز